# Orchestre symphonique de Lévis
L'Orchestre symphonique de Lévis (OSL) est un orchestre symphonique québécois œuvrant dans la ville de Lévis, sur la rive sud du fleuve Saint-Laurent devant la ville de Québec. L'orchestre regroupe des musiciens professionnels ou amateurs ainsi que des étudiants en musique. Ces musiciens se produisent fréquemment dans les locaux de l'Espace symphonique de Lévis, situé à l'Église St-David-de-l'Auberivière, à Lévis.

## Histoire
L'orchestre symphonique de Lévis a été créé en 1985 sous le nom d'Orchestre symphonique des jeunes de Lévis (OSJL). L'organisme a changé sa dénomination en 2000 pour devenir l'Orchestre symphonique de Lévis, ce qui est plus représentatif des caractéristiques des musiciens qui en sont membres soit: « des professionnels à la retraite, anciens musiciens de formation et étudiants du Conservatoire de musique de Québec et de la Faculté de musique de l'Université Laval ».
L'un des objectifs de l'organisme est de permettre aux jeunes musiciens qui en font partie d'acquérir des connaissances professionnelles auprès des musiciens plus expérimentés qui en sont membres. L'orchestre joue donc un rôle de formation pour les jeunes musiciens de la relève en musique classique en leur permettant de participer à la vie d'un orchestre symphonique ainsi qu'à des ateliers d'orchestre. Gilles Auger est le directeur artistique de l'orchestre depuis sa création en 1985.